# Oreneta de ribera africana

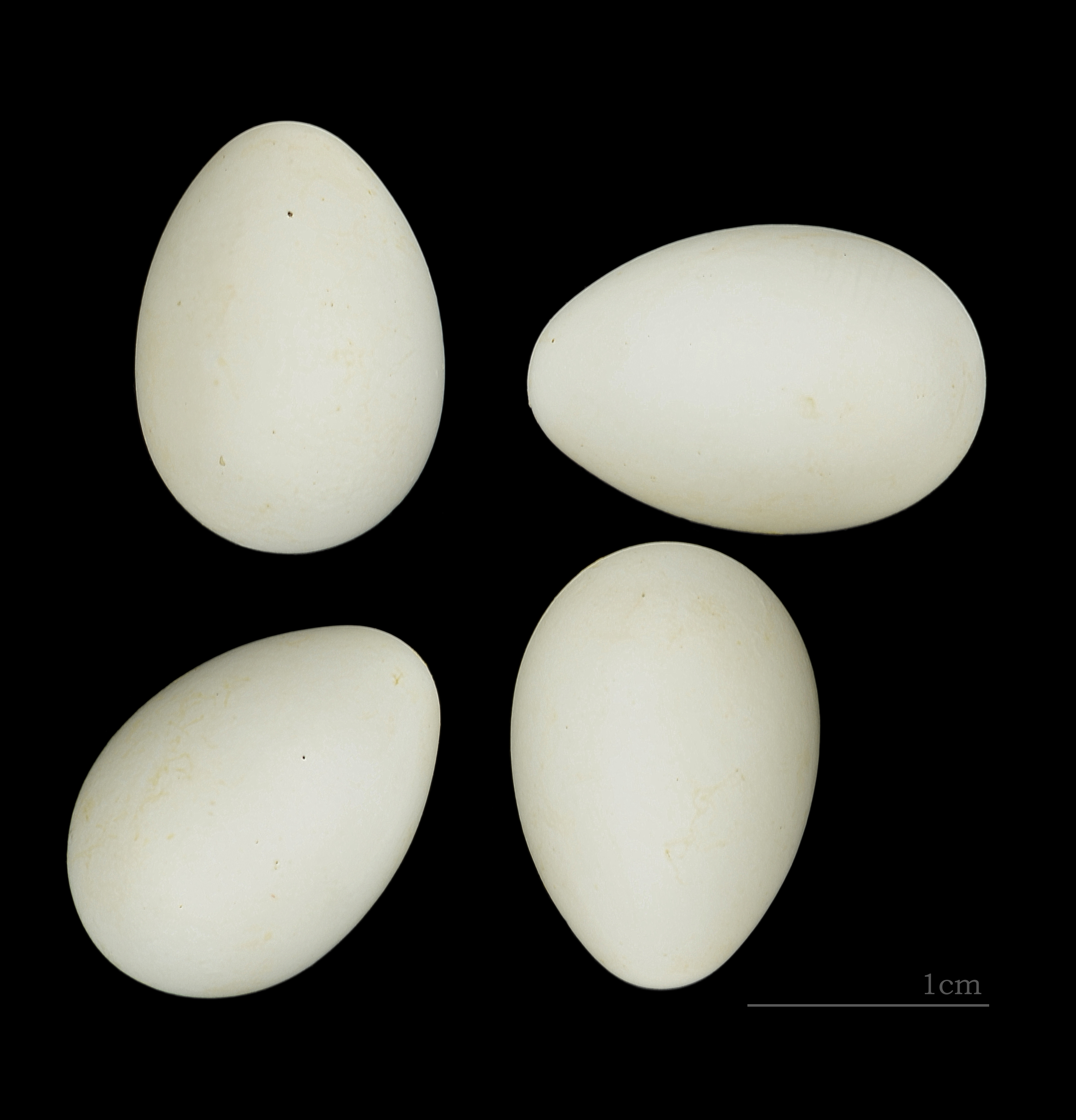
Riparia paludicola

L'oreneta de ribera africana (Riparia paludicola) és una espècie d'ocell de la família dels hirundínids (Hirundinidae). Habita zones obertes a prop de l'aigua del Marroc, Àfrica Subsahariana, Madagascar i Àsia meridional, des de Turkmenistan i Afganistan, cap a l'est, a través de l'Índia, Indoxina i sud de la Xina, fins a Taiwan i Filipines. Habita els matollars i herbassars tropicals i subtropicals, les terres de pastura, les zones humides, els cursos d'aigua i els llacs.El seu estat de conservació es considera de risc mínim.

## Taxonomia
Segons la llista mundial d'ocells del Congrés Ornitològic Internacional (versió 10.1, gener 2020) l'oreneta de ribera africana té set subespècies. Tanmateix, altres obres taxonòmiques, com el Handook of the Birds of the World i la quarta versió de la BirdLife International Checklist of the birds of the world (desembre 2019), consideren que la subespècie de Madagascar (R. paludicola cowani) constitueix una espècie apart. Seguint aquest darrer criteri, la taxomia seria la següent:
- (Riparia paludicola) stricto sensu - oreneta de ribera africana.[1]
- (Riparia paludicola) - oreneta de ribera de Madagascar[6]